# Правило девятки
Правило девятки (укр. правило дев'ятки) — правило фонетической адаптации заимствованных слов и, соответственно, орфографии в украинском языке.
Согласно правилу девятки, в заимствованных именах нарицательных звук [i] языка-источника между одной из девяти согласных (отсюда название) — д, т, з, с, ц, ж, ш, ч, р — и буквой, означающей согласный звук, кроме й, передаётся в произношении украинским звуком [ɪ], а на письме буквой и (звук, близкий к русскому ы [ɨ], но не совпадающий с ним). После остальных согласных звук [i] передаётся звуком [і] и записывается буквой і.
Пример: сигнал, динамо, режим, дизель, зиґзаґ.
Перед гласными и й, а также на открытые слоги, в конце слова, правило девятки не действует и употребляется звук и буква i: діоптрія, станція, адажіо, колібрі, таксі (но: таксист — так как здесь закрытый слог).
На имена собственные правило девятки в общем случае не распространяется, поэтому имя собственное, становясь нарицательным, меняет гласный: Дізель, но дизель.
Существует ряд исключений из правила девятки, связанных с отдельными географическими названиями, фамилиями, давними заимствованиями и с заимствованиями из русского языка. Статус ряда исключений спорен и в разных пособиях трактуется по-разному.
Правило девятки было сформулировано в 1913 году авторами «Грамматики украинского языка» С. Й. Смаль-Стоцким и Ф. Гартнером по образцу аналогичного правила польской орфографии.

## Мнемоническое правило
Для запоминания «правила девятки» существует ряд мнемонических фраз, все слова которых начинаются с соответствующих 9 букв. Одна из этих фраз — «Реве та стогне Дніпр широкий, човни з циганами жене» («Ревёт и стонет Днепр широкий, челны с цыганами гонит»; первые пять слов — начало баллады Тараса Шевченко «Причинная»).
Широко известна также мнемоническая фраза «Де ти з'їси цю чашу жиру?» («Где ты съешь эту чашу жира?»), содержащая лишь соответствующие согласные.